# 县长
縣長為县的行政长官。秦、汉、三国、两晋、南北朝、隋、唐，均以万户以上之县的长官为县令，不足万户则称县长。清代时，称知县。中华民国初年，全国“废府州厅改县”，知县改为县知事。北洋政府时期，改称县长，沿用至今。与县平级的内蒙古自治区旗的行政长官则称旗长。
大中華地區以外之國家地區，如有類似於「縣」的行政區劃，通常也會將其最高首長的予以套用。縣長的對應英文翻譯為「Magistrate」，意思為裁判官或長官。

## 近代

### 中華民國
辛亥革命后，废除县衙，初设民政署，旋又改知县为县知事，故称县知事公署。1927年4月，南京国民政府成立，改县知事公署为县政府:44。县政府的行政首长即是县长。
臺灣光復后，延續國民政府時期的名稱。現時台灣各縣縣長由民選產生。在1999年臺灣歷經李登輝總統凍省後，縣長取代省長，成為地方一級行政首長，與省轄市市長位階相同。有時縣市長會仿古制稱為「百侯」，如縣市長選舉常在新聞報導中被稱為「百里侯之役」、「百里侯之爭」。

### 中华人民共和国
中华人民共和国时期，地方各级人民政府实行首长负责制。包括县长在内的各级地方行政首长职责为，主持本级人民政府的工作；领导本级人民政府依法行使宪法和法律赋予的职权；召集和主持本级人民政府会议，讨论决定政府工作中的重大问题:62。文革期间，县政府与地方各级人民政府类似，被革命委员会取代。县革命委员会主任取代县长、县委书记。
在中国共产党一党专政背景下，地方行政一把手实为县委书记。县长党内职务多仅次县委书记，兼任县委常委:62（县委副书记）。县长是中华人民共和国公务员体系中的县处级正职。
1998年至2008年期间，河北省115个县县委书记、县长的相关研究中，研究者总结，年龄、性别、学历（基本特征）、履职经历（政治经历）、学校、职前属地（关系网络），与县委书记、县长的晋升速度呈线性相关关系。性别相关是，348个完整数据中，女性只有15人，占4.3%，是极少数。虽然《中国共产党章程》中有“重视培养、选拔女干部”的规定，即俗称的无知少女，但男性在县委书记、县长中占绝对主导:88，91—92。

## 翻译

### 美国
郡也可翻譯做縣，县长高於市长。

### 马来西亚
马来西亚的县长是二级行政首長（在东马为三级），然而县长只管理土地相关事务，行政管理权是在地方政府市长/主席手上。

## 参見
- 縣官